# شيلي يبرش
شيلي يبرش (بالإنجليزية: Shelly Burch)‏ هي ممثلة أمريكية، ولدت في 19 مارس 1960 في توسان في الولايات المتحدة.

## وصلات خارجية
- شيلي يبرش على موقع IMDb (الإنجليزية)
- شيلي يبرش على موقع قاعدة بيانات برودواي على الإنترنت (الإنجليزية)
- شيلي يبرش على موقع ديسكوغز (الإنجليزية)
- شيلي يبرش على موقع قاعدة بيانات الفيلم (الإنجليزية)